# Marles-les-Mines
Marles-les-Mines település Franciaországban, Pas-de-Calais megyében. Lakosainak száma 5437 fő (2022. január 1.). Marles-les-Mines Lozinghem, Lapugnoy, Auchel, Bruay-la-Buissière és Calonne-Ricouart községekkel határos.

## Népesség
A település népességének változása:
| Lakosok száma | 5732 | 5652 | 5642 | 5579 | 5561 | 5542 | 5524 | 5493 | 5437 |
|               | 2013 | 2015 | 2016 | 2017 | 2018 | 2019 | 2020 | 2021 | 2022 |